# 胡云
胡云（1966年7月—），中华人民共和国政治人物，籍贯云南省普洱市。曾任四川省水利厅厅长、四川省人民政府秘书长，2022年7月任四川省人民政府副省长、党组成员。